# Санкост-Эстейтс
Санкост-Эстейтс (англ. Suncoast Estates) — статистически обособленная местность, расположенная в округе Ли (штат Флорида, США) с населением в 4867 человек по статистическим данным переписи 2000 года.

## География
По данным Бюро переписи населения США, статистически обособленная местность Санкост-Эстейтс имеет общую площадь в 6,99 квадратных километров, водных ресурсов в черте населённого пункта не имеется.
Статистически обособленная местность Санкост-Эстейтс расположена на высоте 5 м над уровнем моря.

## Демография
По данным переписи населения 2000 года, в Санкост-Эстейтс проживало 4867 человек, 1196 семей, насчитывалось 1815 домашних хозяйств и 2107 жилых домов. Средняя плотность населения составляла около 696,28 человек на один квадратный километр. Расовый состав населённого пункта распределился следующим образом: 95,17 % белых, 0,64 % — чёрных или афроамериканцев, 0,84 % — коренных американцев, 0,23 % — азиатов, 1,17 % — представителей смешанных рас, 1,95 % — других народностей. Испаноговорящие составили 5,86 % от всех жителей статистически обособленной местности.
Из 1815 домашних хозяйств в 32,5 % воспитывали детей в возрасте до 18 лет, 43,6 % представляли собой совместно проживающие супружеские пары, в 15,1 % семей женщины проживали без мужей, 34,1 % не имели семей. 24,3 % от общего числа семей на момент переписи жили самостоятельно, при этом 7,7 % составили одинокие пожилые люди в возрасте 65 лет и старше. Средний размер домашнего хозяйства составил 2,68 человек, а средний размер семьи — 3,15 человек.
Население статистически обособленной местности по возрастному диапазону по данным переписи 2000 года распределилось следующим образом: 28,6 % — жители младше 18 лет, 7,6 % — между 18 и 24 годами, 30,9 % — от 25 до 44 лет, 21,0 % — от 45 до 64 лет и 11,9 % — в возрасте 65 лет и старше. Средний возраст жителей составил 35 лет. На каждые 100 женщин в Санкост-Эстейтс приходилось 108,9 мужчин, при этом на каждые сто женщин 18 лет и старше приходилось 107,3 мужчин также старше 18 лет.
Средний доход на одно домашнее хозяйство статистически обособленной местности составил 26 510 долларов США, а средний доход на одну семью — 27 892 доллара. При этом мужчины имели средний доход в 25 258 долларов США в год против 15 570 долларов среднегодового дохода у женщин. Доход на душу населения статистически обособленной местности составил 26 510 долларов в год. 21,7 % от всего числа семей в населённом пункте и 23,4 % от всей численности населения находилось на момент переписи населения за чертой бедности, при этом 28,4 % из них были моложе 18 лет и 12,2 % — в возрасте 65 лет и старше.